# Estréelles
Estréelles is een gemeente in het Franse departement Pas-de-Calais (regio Hauts-de-France) en telt 269 inwoners (1999). De plaats maakt deel uit van het arrondissement Montreuil.

## Geografie
De oppervlakte van Estréelles bedraagt 3,2 km², de bevolkingsdichtheid is 84,1 inwoners per km².

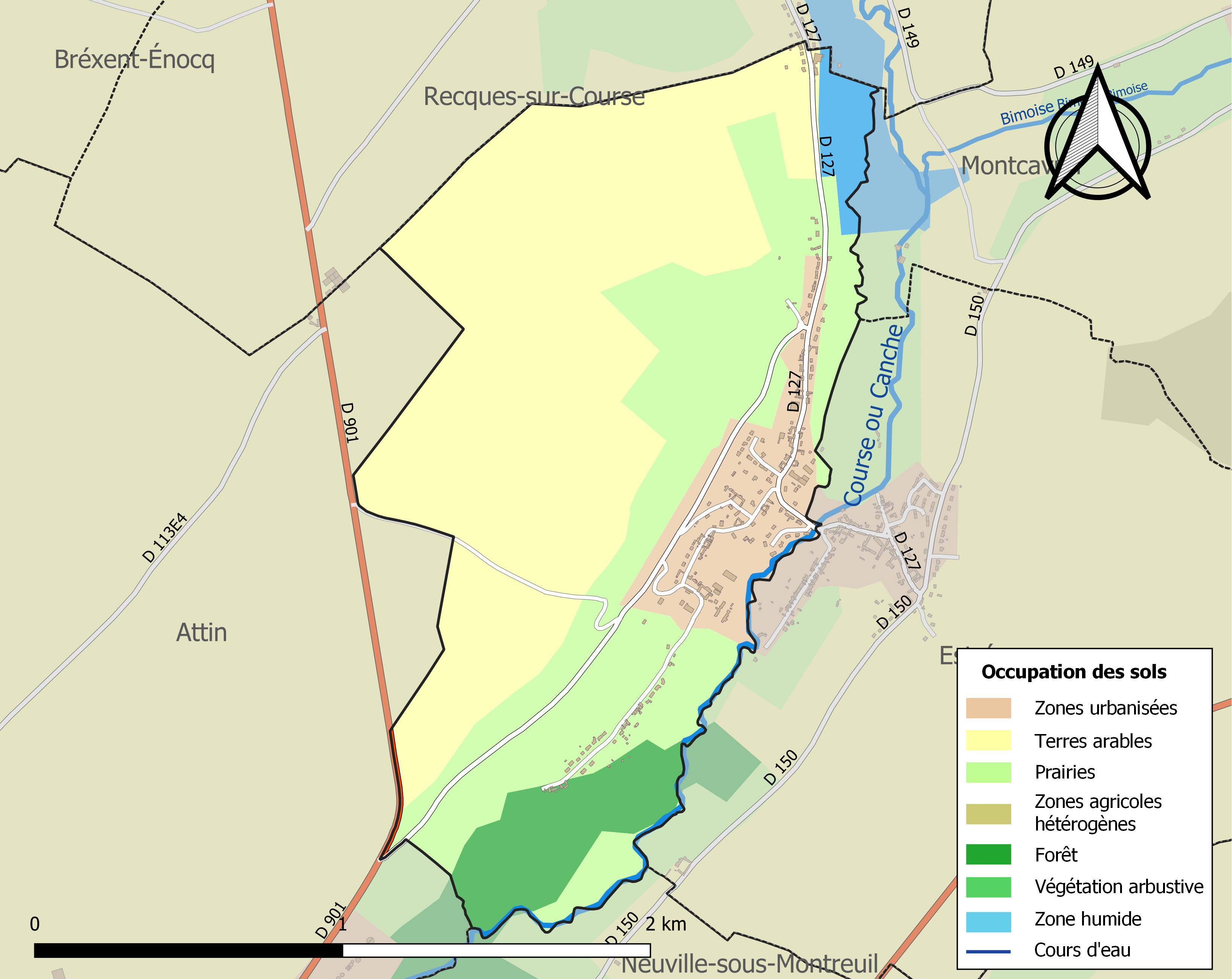
Kaart van de gemeente met de belangrijkste infrastructuur, bodemgebruik en omliggende gemeenten

## Demografie
Onderstaande figuur toont het verloop van het inwonertal (bron: INSEE-tellingen).